# André Rutten
Andreas Jacobus (André) Rutten (Rotem, 12 september 1923 - Agadir, 11 september 1999) was een Belgisch politicus voor CVP en later voor Volksunie Hij was burgemeester van de Limburgse stad Dilsen-Stokkem. 

## Biografie
André Rutten was zelfstandige lood- en zinkwerker en handelaar in gas, sanitair, was-, brei- en naaimachines aan het kruispunt van de Borreshoefstraat en de Rijksweg (toen Steenweg) te Dilsen.
In 1958 trad Rutten toe tot de lokale politiek en werd verkozen tot gemeenteraadslid en burgemeester van Dilsen. Daarmee maakte hij een einde aan het dertigjarig burgemeesterschap van Theo Snijkers. Rutten bekleedde dit ambt gedurende achttien jaar, tot aan de gemeentefusie van 1971. Hij geldt als de laatste burgemeester van de zelfstandige gemeente Dilsen en als de bezieler van de eerste grote gemeentelijke fusie in Limburg, zes jaar vóór de nationale fusiegolf van 1977.
Na de fusie werd hij in 1971 de eerste burgemeester van de nieuwe fusiegemeente Dilsen (later Dilsen-Stokkem), een functie die hij vervulde tot 1976. Nadien kwam zijn partij in de oppositie terecht.
Rutten werd in april 1977 verkozen tot lid van de Kamer van volksvertegenwoordigers voor het arrondissement Tongeren-Maaseik en vervulde dit mandaat tot november 1981. In de periode mei 1977-oktober 1980 zetelde hij als gevolg van het toen bestaande dubbelmandaat ook in de Cultuurraad voor de Nederlandse Cultuurgemeenschap. Vanaf 21 oktober 1980 tot november 1981 was hij tevens korte tijd lid van de Vlaamse Raad, de opvolger van de Cultuurraad en de voorloper van het huidige Vlaams Parlement.
In 1983 keerde Rutten terug in het bestuur als schepen van Financiën, een mandaat dat hij behield tot 14 maart 1994, toen hij op zeventigjarige leeftijd om gezondheidsredenen ontslag nam.
Bij de gemeenteraadsverkiezingen van 1994 verliet hij de CVP en werd lijsttrekker voor de lokale VU-lijst DOEN (Democratisch, Openlijk, Eerlijk en Neutraal). Voor deze partij bleef hij actief als gemeenteraadslid tot zijn overlijden. Hij werd opgevolgd door Ann Verlaak-Coolen.
Rutten overleed onverwachts aan een hartaanval tijdens een vakantie in Marokko.

## Personalia
Hij was gehuwd met Regina Grosjean, die werkzaam was als kleuterleidster. Samen hadden ze zeven kinderen. Daarnaast was hij de broer van Jaak Rutten, de laatste burgemeester van Elen.

Ruttens voormalige schoondochter Nicole Coenen-Rutten is eveneens politiek actief voor cd&v. Zij was van 2001 tot 2024 gemeenteraadslid in Dilsen-Stokkem en van 2005 tot 2006 schepen.